# Barbara Sarafian
Barbara Sarafian (Gent, 16 de abril de 1968) es una actriz belga.

## Carrera
Inicialmente, trabajó en varios programas de radio. Su debut actoral a nivel internacional se produjo en la película 8½ Women (1999) de Peter Greenaway. También actuó en Fortress II (1999) y CQ , de Roman Coppola (2001).

## Filmografía
| - 1994 - Pasta! - 1995 - The Way To Dusty Death - 1999 - Fortress 2 - 1999 - 8½ Women - 2001 - CQ - 2001 - The Point Men - 2003 - Het kleine dove Wonder - 2004 - Ellektra - 2008 - Aanrijding in Moscou - 2009 - SM-rechter | - 2009 - Meisjes - 2010 - Sint - 2010 - Marieke Marieke - 2010 - Zot van A. - 2011 - Rundskop - 2011 - Isabelle - 2012 - Allez, Eddy! - 2012 - Hemel - 2012 - Brasserie Romantiek - 2013 - Emmenez-moi - 2014 - Billy the bully |